# Sorbinian potasu
Sorbinian potasu, E202 – organiczny związek chemiczny, sól potasowa kwasu sorbowego. Jego zakres stosowania i właściwości są prawie takie same, jak dla kwasu sorbowego, jednak forma potasowa (oraz inne jego sole) jest lepiej rozpuszczalna w wodzie.
Dopuszczalne dzienne spożycie wynosi 25 mg/kg ciała.
Sorbinian potasu jest używany jako środek konserwujący do żywności, zwłaszcza pieczywa, serów i serników (oraz innych ciast i wypieków), wina, napojów gazowanych oraz czekolady. Poza przemysłem spożywczym stosuje się go do kosmetyków i papierosów. Związek ten jest często używany razem z benzoesanem sodu[niewiarygodne źródło?].
U niektórych osób związek ten może wywoływać reakcje alergiczne, podrażnienia skóry, astmę oraz problemy behawioralne[niewiarygodne źródło?].